# Josef von Rawiez Warszewicz
Josef Ritter von Rawiez Warszewicz (1812-1866) fue un botánico, biólogo y recolector de plantas y animales lituano-polaco.

## Biografía
Josef von Rawiez Warszewicz nació en una empobrecida familia polaca de la baja nobleza, se crio en Wilno (Lituania) y trabajó como jardinero en el jardín botánico de la universidad de esa localidad. Durante su estancia en la universidad se unió al Levantamiento de Noviembre, rápida y brutalmente suprimido, tras lo cual salió a Alemania con los restos del ejército polaco. Durante los años 1840-1844 trabajó como jardinero ayudante en el Jardín Botánico de Berlín, lugar donde se conserva su herbario.
En 1844, por recomendación de Alexander von Humboldt fue enviado a Messrs Van Houtte, un horticultor de Gante, para unirse a la colonia belga en Guatemala donde pronto se establecería de forma independiente como recolector y suministrador mayorista de plantas para los horticultores y jardines botánicos europeos.
Warszewicz estaba especialmente interesado en las orquídeas, de las que importó ingentes cantidades, muchas de las cuales fueron descritas y publicadas por H.G. Reichenbach en Bonplandia. Así se guardan 230 registros IPNI casi todos de esa familia y todos con Rchb.. Viajó y recolecto plantas intensivamente por toda Centroamérica, descubriendo abundantes especies en Guatemala, Costa Rica y Panamá, donde escaló los más de 4.000 metros del volcán Chiriqui.
Las secuelas de la fiebre amarilla le obligan a regresar en dos ocasiones a Europa. Durante su segundo regreso a Cracovia, en 1854, el Dr. Czerwiakowski le da el cargo de supervisor de los Jardines Botánicos, cargo que conservaría hasta su muerte, a los 54 años.

## Honores

### Eponimia
Género
- Warszewiczella Cogn.

Especies, entre ellas
- Brassia warscewiczii
- Catasetum warscewiczii
- Cattleya warsewiczii [3]
- Cycnoches warscewiczii
- Epidendrum warscewiczii
- Mesospinidium warscewiczii
- Miltonia warscewiczii
- Oncidium warscewiczii
- Paphiopedilum caudatum var. warszewicziananum
- Sobralia warscewiczii
- Stanhopea warscewiczii

- La abreviatura «Warsz.» se emplea para indicar a Josef von Rawiez Warszewicz como autoridad en la descripción y clasificación científica de los vegetales.[4]